# Músculo trapézio
O músculo trapézio, de configuração triangular, mais superficial dos músculos da região posterior do tronco e do pescoço. Sua origem evolutiva advém dos músculos das brânquias dos primeiros tetrápodes, e é por isso que, sendo inervado por nervos craniais, pessoas paralíticas do pescoço para baixo por ferimento espinal ainda podem mover os ombros.
Divide-se em trapézio superior, trapézio médio trapézio inferior, tendo cada um deles a sua origem, inserção e movimentos específicos.
Trapézio superior (ou descendente) tem origem no occipital e nas primeiras vértebras cervicais. Insere-se no bordo posterior da clavícula e o faz a elevação dos ombros.
Trapézio médio (ou transversal) tem origem na apófises espinhosas da 7ª vértebra cervical e das primeiras dorsais, inserindo-se no bordo interno do acrômio e no bordo posterior da espinha da escápula. Faz adução da escápula e retração do ombro.
Trapézio inferior (ou ascendente): tem origem nas apófises espinhosas das últimas vértebras dorsais e a inserção na extremidade interna da espinha da escápula. Faz a adução e depressão da escápula.
Origem: na base do osso ocipital, ligamento nucal superior e processos espinhosos, desde a 7ª cervical até a décima segunda vértebra torácica.
Inserção: no terço lateral da clavícula, acrômio e espinha da escápula.

## Funções
- Porção superior (descendente)

Quando fixo na escápula, eleva, aproxima-a da coluna vertebral e  a rota superiormente.
Quando fixo na coluna, inclina a cabeça para mesmo lado e  realiza rotação contralateral do pescoço.
- Porção média (transverso)

Rotação superior e adução da escápula.
- Porção inferior (ascendente)

Realiza rotação superior, e depressão escapular. Além de auxiliar na aproximação da escapula a coluna vertebral.
Na abdução completa com a adução escapular todas as porções do Trapézio se contraem.
Em indivíduos com disfunção do músculo é notório a incapacidade da rotação superior completa da escápula. Consequentemente a abdução de ombro fica limitada a 120°, visto que a partir dessa angulação a rotação superior da escápula é quem torna possível o movimento ate 180°.